# Metoh
Metoh sau metoc (din greacă μετόχι sau μετόχιον — metohion) este o mănăstire mică, subordonată administrativ unei mănăstiri mai mari. Ea poate fi și o proprietate imobiliară a unei mănăstiri sau numai o clădire care aparține unei mănăstiri și care servește ca loc de găzduire, respectiv o reședință călugărească în afara mănăstirii, când proprietatea este într-un oraș.
O altă definiție spune că prin metoh se înțelege un tip de așezământ monastic, o filială a unei mănăstiri sau episcopii, care se află la o oarecare distanță față de aceasta, uneori chiar în altă țară.

## În legislația românească
Conform legii, în România, mănăstirea este o comunitate de călugări sau călugărițe care s-au hotărât în mod liber să-și ducă viața în înfrânare, sărăcie de bunăvoie și ascultare. Schitul și metocul funcționează în subordinea mănăstirii rânduită de chiriarh sau, direct, a Centrului eparhial.

## Exemple
- Mănăstirea Mihai Vodă din București a fost metoh al mănăstirii Simonopetra de la Muntele Athos.
- Mănăstirea Bucium din Iași a fost construită în anul 1863, ca metoh al schitului românesc Prodromul de la Muntele Athos.
- Schitul Locurele este metoh al mănăstirii Lainici.
- Mitocu Dragomirnei, Suceava
- Metohia